# Marsyas von Pella
Marsyas von Pella (griechisch Μαρσύας Marsýas; † nach 306 v. Chr.) war ein antiker makedonischer Geschichtsschreiber. Er lebte im späten 4. Jahrhundert v. Chr.
Marsyas, Sohn des Periandros, stammte aus Pella. Mütterlicherseits war er ein Halbbruder des Feldherrn und späteren Diadochenherrschers Antigonos Monophthalmos. Er war ein Jugendgefährte (syntrophos) des Prinzen Alexander, den er auf dessen Asienfeldzug begleitete. In den Diadochenkriegen nahm er 306 v. Chr. als Seeoffizier (nauarchos) an der Seite seines Neffen Demetrios Poliorketes an der Schlacht von Salamis (Zypern) teil. Er starb vermutlich im frühen 3. Jahrhundert v. Chr.
Offenbar im hohen Alter war Marsyas als Autor tätig. Der Suda zufolge verfasste er eine Abhandlung über die Erziehung des jungen Alexander, eine Geschichte Attikas in zwölf Büchern und eine Geschichte Makedoniens (Makedonika) in zehn Büchern, von dessen Anfängen unter König Karanos bis zur Rückkehr Alexanders aus Ägypten 331 v. Chr., wo die Erzählung abrupt endet. Diese Werke sind nur fragmentarisch erhalten. Er ist nicht zu verwechseln mit dem gleichnamigen jüngeren Historiker Marsyas von Philippi, der ebenfalls über makedonische Geschichte schrieb. Einige Fragmente sind in der jeweiligen Zuordnung allerdings umstritten. In der neueren Forschung werden ihm auf Grundlage der überlieferten Fragmente zudem nur die Makedonika zugerechnet; es ist unwahrscheinlich, dass er ein separates Werk über Alexanders Erziehung verfasste, ebenso kann ihm keine attische Geschichte zugeschrieben werden.
Nachrichten über Marsyas finden sich bei Plutarch, Diodor und in der Suda.

## Textausgaben
- Felix Jacoby: Die Fragmente der griechischen Historiker (FGrHist). Nr. 135.